# Jacques Cathelineau

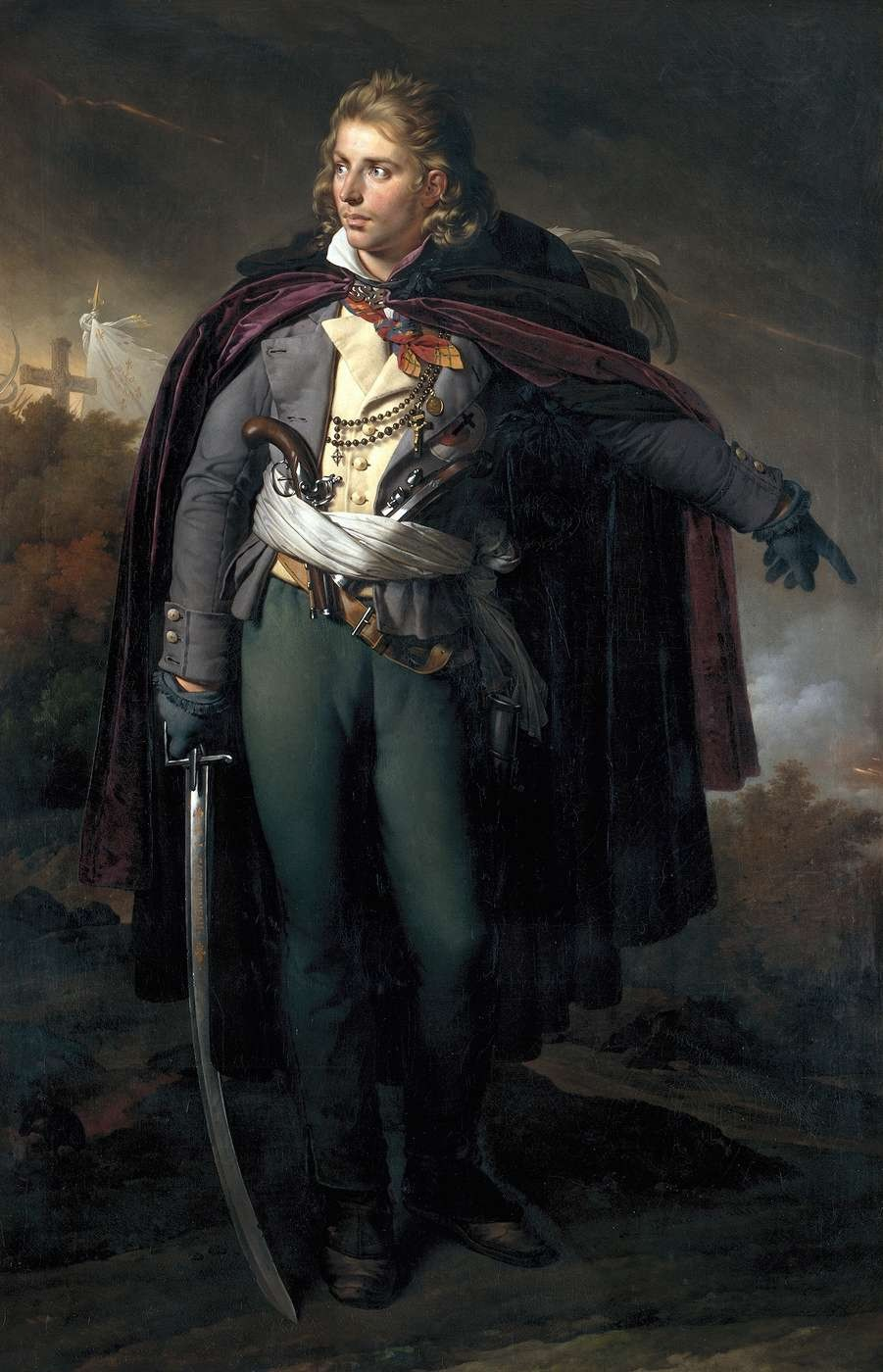
Jacques Cathelineau (1759-1793), généralissime vendéen. Retrato ordenado por Luis XVIII en 1816 a Anne-Louis Girodet de Roussy-Trioson (1767-1824).

Jacques Cathelineau (Le Pin-en-Mauges, 5 de enero de 1759-Saint-Florent-le-Vieil, 14 de julio de 1793) fue el generalísimo del Ejército Católico y Real de la Vandea durante la Revolución francesa, anteriormente vendedor ambulante y sacristán, llamado a menudo Saint de l'Anjou, «santo de Anjou».

## Juventud
Hijo de Jean Cathelineau (1735-1787) y Perrine Hudon (1735-1780). Nacido en Le Pin-en-Mauges el 5 de enero de 1759, trabajo como vendedor ambulante y sirviente, hasta el estallido de la Guerra de la Vendée. Muy religioso, era llamado el santo de Anjou y apoyó el retorno de los sacerdotes refractarios, uniéndose a la insurgencia por mediación del abad Jacques Cantiteau (c.1755-1817). El 4 de febrero de 1777 se casó con Louise Godin (1751-1780). La pareja tuvo doce hijos, diez féminas y dos varones, pero solo Louise (1783-1872), Jacques-Joseph (1787-1832), Rose-Marie (1788-1873) y Jeanne (1791-1873) sobrevivieron hasta la edad adulta. Cathelineau se unió a la rebelión a pesar de que él, por su edad y al ser padre, estaba exento de las levas ordenadas por la Convención Nacional.
Victoire de Donnissan de La Rochejacquelein (1772-1857) lo describía como un humilde y amable vendedor ambulante, pero muy inteligente y elocuente. Poseedor de un talento natural para la guerra y guiar a los hombres. Encabezaba, siempre que podía, las cargas. Los campesinos le querían y respetaban por su piedad, de hecho, muchos se ubican cerca de él en las batallas, esperando que su santidad los sanara de las heridas del combate.

## Revolución francesa
El 10 de marzo de 1793, los jóvenes de Saint-Florent-le-Vieil se reunieron y alzaron contra la guardia armada que debía reclutarlos, volviendo luego a sus casas. Cathelineau, informado de los acontecimientos, reúne a sus vecinos y les convence de que la única posibilidad para evitar el probable castigo era perseguir a los republicanos, rebelándose definitivamente.
Dos días después, con veintisiete jóvenes seguidores del pueblo y armados con todo lo que tenían a mano marchan hacia Jallais, sumándoseles una multitud de campesinos a su paso. El día 13 llegan al mencionado pueblo, defendido por ochenta republicanos con un cañón, que apenas pudieron oponer resistencia. Este pequeño éxito le permite reunir muchos más seguidores, hasta tres mil en Chemillé el 14. En la misma jornada se le suma Jean-Nicolas Stofflet (1753-1796), obteniendo una nueva victoria en Cholet. Para ese entonces había otros levantamientos encabezados por Charles de Bonchamps (1760-1793) y Maurice d'Elbée (1752-1794). 

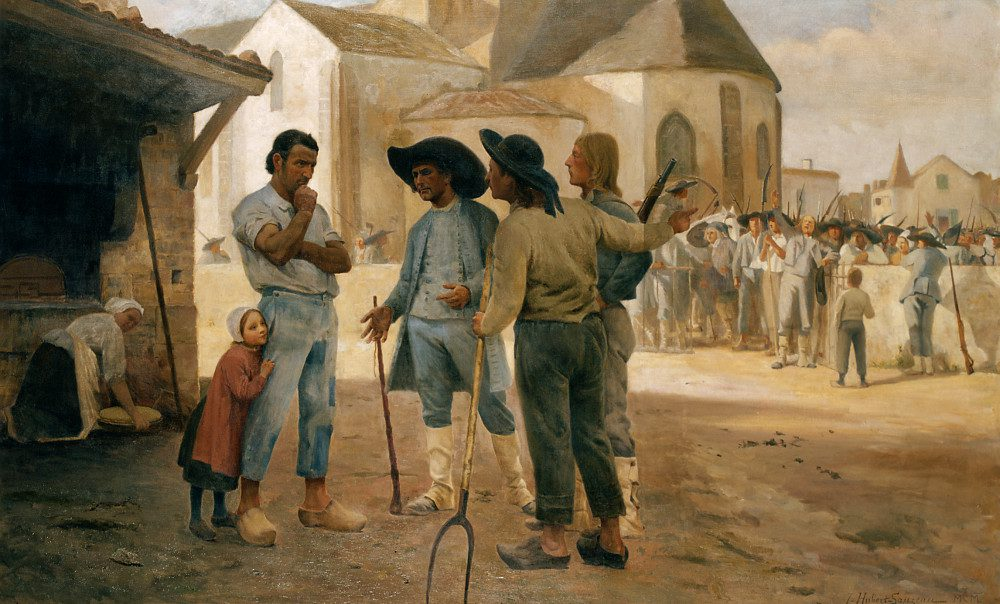
Les Vendéens demandent à Cathelineau de prendre la tête de l'insurrection. Cuadro de Jules Gabriel Hubert-Sauzeau (1856-1927), 1900.

Con gran influencia entre los campesinos, Cathelineau consiguió nuevas victorias en Vihiers y Chalonnes-sur-Loire, demostrando gran valor en ambas. Sin embargo, durante la Pascua interrumpió sus operaciones y permitió a sus seguidores volver a sus hogares. Estas se reactivaron el 9 de abril, debiendo retirarse de Chemillé, Cholet, Vihiers y Chalonnes hacia Tiffauges, pero pronto conquistaría Beaupréau (23 de abril) y Thouars (5 de mayo). 
Después de haber expulsado al general Alexis Chalbos (1730-1803) de La Chataigneraie el 14 de mayo, el general republicano se vengó derrotándole en Fontenay-le-Comte dos días después. A pesar de todo, Cathelineau se apoderó de Montreuil-Bellay y Saumur el 9 de junio. Tras la caída de esta última, los líderes rebeldes consideraron que era necesario coordinar sus operaciones mediante un mando unificado. Así d'Elbée y Louis de Salgues de Lescure (1766-1793) proclamaron a Cathelineau generalísimo del Ejército Católico y Real de la Vandea el 12 de junio, tal vez para ganarse el favor de las masas campesinas ya que Cathelineau era uno de ellos.

## Muerte

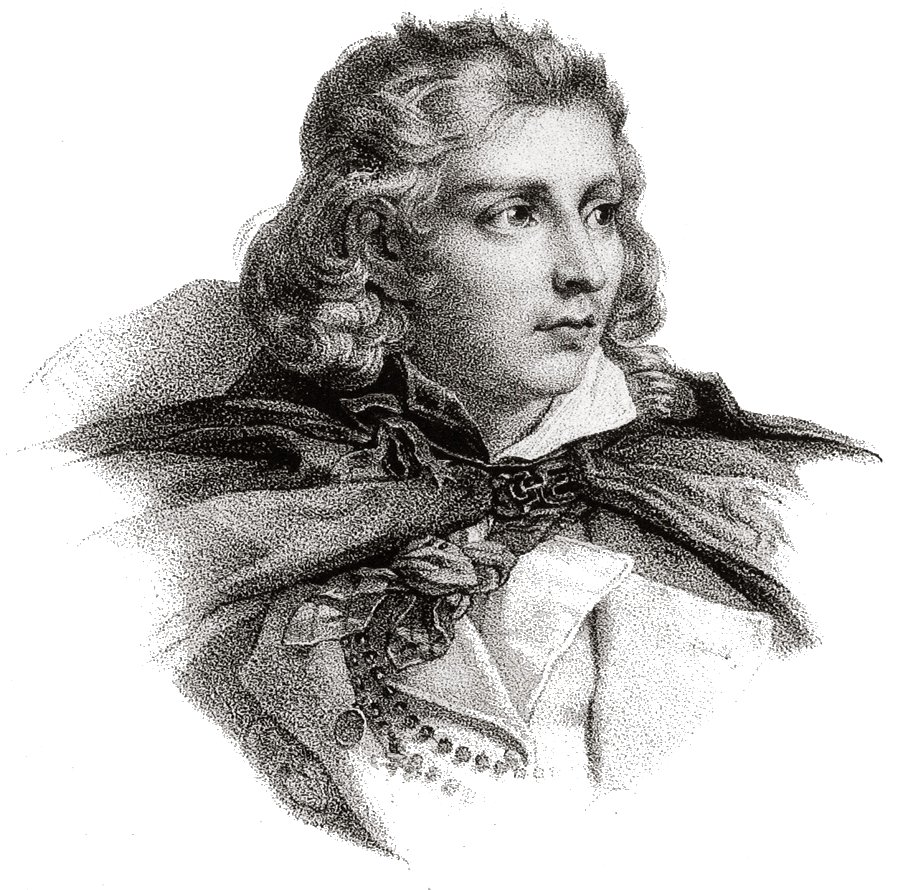
Grabado de Cathelineau.

Tras tomar Angers sin dificultad el 23 de junio, los rebeldes católicos asaltaron Nantes el día 29. Cathelineau se había presentado ante la ciudad con cuarenta mil seguidores, a los que se sumaron diez mil refuerzos traídos por François Athanase Charette de La Contrie (1763-1796) desde Pays de Retz y Bajo-Poitú, pero la expedición se encontró con la enconada resistencia de los habitantes de Nantes y una guarnición de doce mil hombres. Cathelineau atacó por la puerta que conecta Nantes y Rennes, llegando hasta la plaza Viarme. Ahí recibió un disparo desde una ventana. Con su líder gravemente herido, los rebeldes se retiraron vencidos. 

Escudo posteriormente adoptado por su familia. Su lema es Dieu et le Roi, «Dios y Rey».

Cathelineau fue llevado agonizante hasta Saint-Florent-le-Vieil, donde murió el 14 de julio. Su cuerpo fue enterrado en la capilla de la localidad, donde aún se encuentra. En reconocimiento a sus servicios, Luis XVIII (1755-1824) ennobleció a su familia mediante un decreto del 15 de noviembre de 1817. Su único hijo varón que le sobrevivió, Jacques-Joseph, apoyo el levantamiento de la duquesa de Berry, donde murió. Su nieto, Henri Cathelineau (1813-1891), conde de Cathelineau, sirvió en la guerra franco-prusiana como general de brigada. Su tataranieto Gérard Cathelineau (1921-1957) fue capitán de infantería durante la guerra de Independencia de Argelia, donde murió.

## Batallas
- Primera Batalla de Cholet
-Batalla de Saumur
-Batalla de Nantes

## Canonización
Dada su gran piedad y valiente defensa de la fe católica durante el periodo revolucionario francés, la causa de su beatificación se introdujo durante el siglo XIX. Sin embargo, las fuentes más importantes de información para dicha causa fueron destruidas por el bombardeo aliado de la diócesis de Angers entre el 28 y el 30 de mayo de 1944, quedando desde entonces bloqueada.